# Spyridium fontis-woodii
Spyridium fontis-woodii är en brakvedsväxtart som beskrevs av Kellermann och W.R.Barker. Spyridium fontis-woodii ingår i släktet Spyridium och familjen brakvedsväxter. Inga underarter finns listade i Catalogue of Life.